# Aéroport de Baco
Ne doit pas être confondu avec Bako (Éthiopie).
L'aéroport de Baco (code IATA : BCO • code OACI : HABC), aussi appelé aéroport de Jinka et en anglais : Jinka international airport, est situé à proximité de Jinka, dans la Région des nations, nationalités et peuples du Sud, en Éthiopie. Doté d'une seule piste et d'un petit terminal en préfabriqués, cet aéroport est desservi par la compagnie Ethiopian Airlines. L'aéroport a été inauguré en 2017. 